# سفارة ألمانيا في تركيا
سفارة ألمانيا في تركيا هي أرفع تمثيل دبلوماسي لدولة ألمانيا لدى تركيا. تقع السفارة في أنقرة وهي تهدف لتعزيز المصالح الألمانية في تركيا.

## وصلات خارجية
- الموقع الرسمي
- قائمة سفارات ألمانيا
- قائمة السفارات في تركيا